# الفوائد الجلية في تاريخ العائلة السنوسية الحاكمة في ليبيا

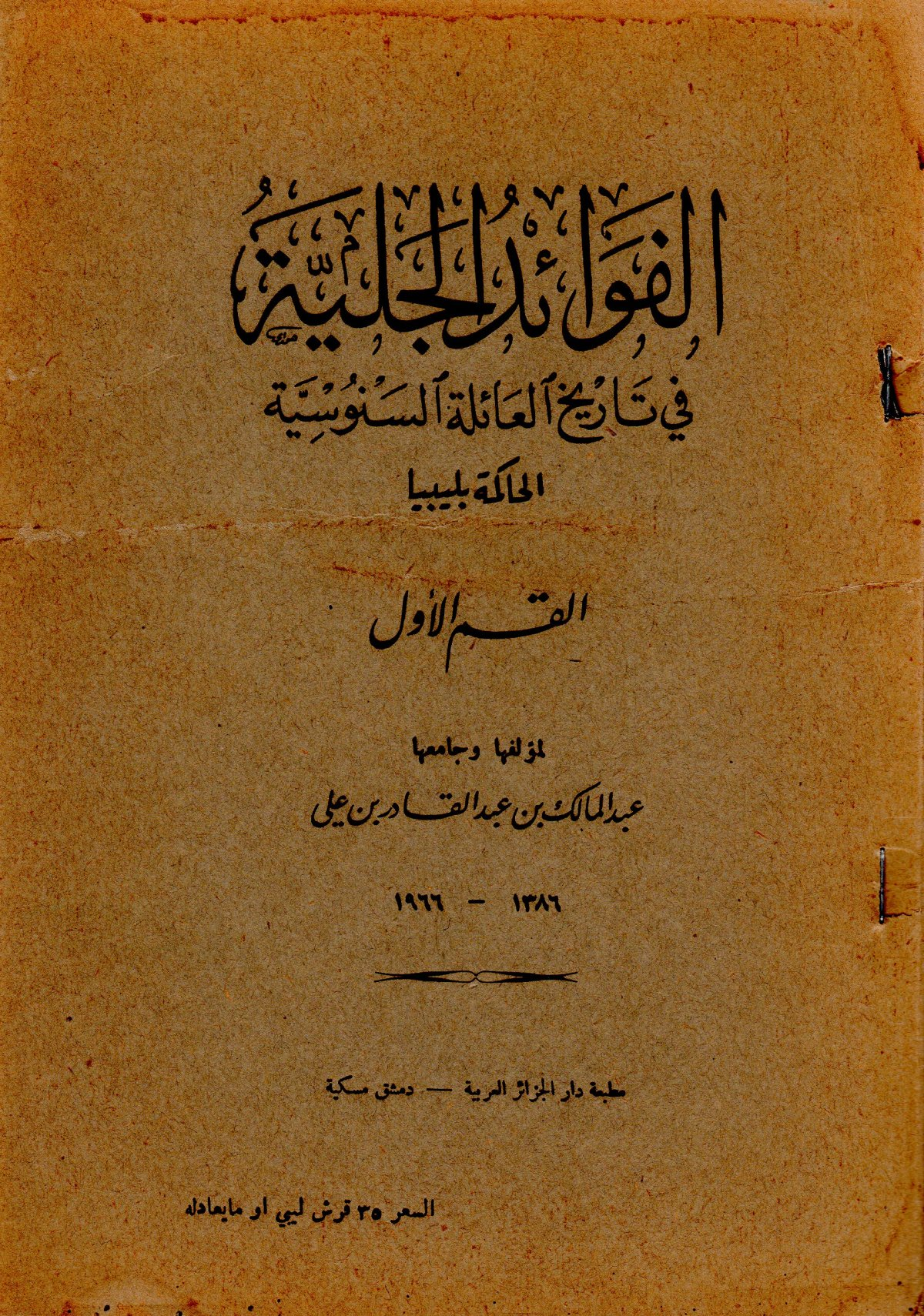
غلاف الجزء الأول من الكتاب

الفَوَائِدُ الجَلِيّةُ في تاريخ العَائلة السَنُوسِيَّة الحاكِمة في ليبيا يعد أحد أهم المراجع الموثوقة عن السنوسية؛ يتحدث عن السنوسية تاريخا ومذهبا ورجالا، وبسبب كون مؤلفه من أتباع الطريقة السنوسية، وأنه عاصر اثنين من زعمائها هما السيد محمد ادريس السنوسي (ملك المملكة الليبية)، وقائد الجهاد الليبي المشهور السيد أحمد الشريف السنوسي الذي رافقه وأخذ عنه مشافهة لمدة تزيد عن عشرة سنوات متواصلة بدأت في إسطنبول وانتهت بوفاته في المدينة المنورة سنة 1933م، ومن هنا فقد كانت رواياته التاريخية عالية السند صحيحة المتن.

## المؤلف
مؤلف الكتاب هو الشيخ عبدالمالك بن عبد القادر بن علي المشهور بـ (الطرابلسي)، ولد في منطقة الجبل الأخضر بشرق ليبيا عام 1318هـ (1900م)

## غايته من تأليف الكتاب ومنهجه
بين الكاتب في مقدمة الكتاب أن السبب وراء تأليفه هواحتساب الأجر والثواب وتصحيح للروايات المتضاربة والمختلقة وتعريف بالمؤسس والنشأة وأداء لبعض حقوق العائلة عليه. أما عمله في الكتاب ومنهجه فقد وضح أنه يتحرى الحقائق وسيترك ذكر ما لم يتحققه "أو في ذكره ما يوجب اعتراض الخلق خصوصاً في هذا الزمن الذي تغيرت فيه المشارب وكثرت فيه الفتن وأصبح أكثر أهله لا يؤمنون برب ولا كتاب ولا يخافون من حساب أو عقاب. ليستزيد منه المحب الصادق ويستفيد منه الباحث الحاذق.

## وصف الكتـاب
الكتاب في حجم متوسط وفي ورق لا يمكن القول إنه جيد في زماننا هذا، وربما كان متوسطا في زمن طباعته. خرج الكتاب على قسمين تبويبا وطباعة: القسم الأول يقع في 107 صفحة، وفيه ترجمة مركزة لحياة مؤسس الحركة السنوسية الامام محمد بن علي السنوسي وولديه السيد محمد الشريف والسيد محمد المهدي. أما القسم الثاني ويقع في 144 صفحة فقد أفرده المؤلف لسيرة أستاذه وشيخه السيد (أحمد الشريف السنوسي). وحظي الكتاب في قسمه الثاني بعدة صور نادرة للشيخ احمد الشريف، وقد تميّز الكتاب كذلك بملحق مميز يبيّن نسل الامام السنوسي الكبير على شكل شجرة عائلة كان الكاتب بارعا في تصميمها.وقد ظهرت الطبعة الأولى منه سنة 1965 ثم كانت الثانية في سنة 1966، وكلاهما طبع في مطبعة دار الجزائر العربية بدمشق، وتم تصحيح أخطاء طباعة القسم الأول من الكتاب في جدول في آخره، أما القسم الثاني فلا يوجد به مثل هذا الجدول، وظهرت به بعض الأخطاء اليسيرة لم يدركها المصحح.

## أهمية الكتاب
رغم قصر هذا الكتاب إلا أنه صار أهم المراجع الموثوقة عن الطريقة السنوسية وتاريخها وتطورها ورجالاتها وأكثرها مصداقية، خاصة في جزءه الثاني كون مؤلفه كان شاهد عيان للأحداث التي يؤرخ لها، وأنه لازم السيد أحمد الشريف طوال مكثه في المدينة المنورة، وأنه أمين سره الذي يكتب خطاباته، ومبعوثه الشخصي الذي يحظى بثقته الكاملة، وصاحبه في حله وترحاله، وفي خوفه وأمنه، وفي يسره وعسره. فهو أخبر الناس به. والكتبُ إنما تستمد قوتها من مؤلفها. فصار الكتاب مصدرا أولياً لاغنى عنه للباحث وللمؤرخ، وكل من جاء بعده يستند اليه في شأن السنوسية وقادته.

## عرض محتويات الكتاب
الكتاب عبارة عن مجموعة فوائد في تاريخ السنوسية وليس تاريخا لها، فلا يتحمل عبء التاريخ الكامل للسنوسية، وقد أهدى المؤلف كتابه هذا إلى الملك إدريس.
احتوى القسم الأول على ترجمة مركزة لحياة مؤسس الحركة السنوسية الامام محمد بن علي السنوسي (الذي اشتهر في كتب التاريخ بلقب السنوسي الكبير) وفيه سرد لنشأته ورحلاته، وفيه توثيق زمني ومكاني لشيوخه، وخلال ذلك تناول في الهامش عائلة القرمانلي التي حكمت ليبيا، ووقف طويلا عند الإمام أحمد بن إدريس الذي انقطع اليه السنوسي انقطاعا كاملا، وفيه استطراد بتصحيح نسب بعض الأتباع، واهتم المؤلف بتأسيس زاوية جبل أبي قبيس وأفرد لها عنوانا كما اهتم بغيرها من الزوايا باعتباركل زاوية مركز لنشاط السنوسية، واهتم بخبر بناءها وتنظيمها الإداري والمالي مما يلقي نظرة فاحصة عليها، وذكر بناء الزاوية البيضاء بالجبل الأخضر وتطرق إلى صلة السنوسي بالأمير عبد القادر الجزائري ووالده الأمير محي الدين، مما يفسر لك تواصل دعم الملك ادريس لجهاد الجزائريين ضد الاستعمار الفرنسي فيما بعد. ويرسم صورة من الواقع الليبي حيث الجهل والتنازع بين القبائل ودور السنوسية العظيم في تهدئة الخواطر واطفاء الفتن ونشر العلم والتدين بين ربوع البلاد، وفي المقابل وثوق الناس بالسنوسية وحبهم لهم، وذكر أن السنوسية لم يعتبروا أنفسهم بديلا ولا منافسا للدولة العثمانية ولم يخططوا لتكوين دولة لهم بل كانوا مشروعا اصلاحيا تنويريا تجاوب مع تطلعات الناس بلا انتفاع ولا تسرع ولا تعسف.
ويحتوي كذلك على ترجمة ولديه السيد محمد الشريف والسيد محمد المهدي فيذكر ولادتهما وتربيتهما وشيوخهما وإعجاب الوالد السنوسي الكبير بابنه محمد المهدي إلى حد أنه يقول عن نفسه أنه مصباح وأن ابنه الصباح، وأن شيخه أحمد بن إدريس بشره به.

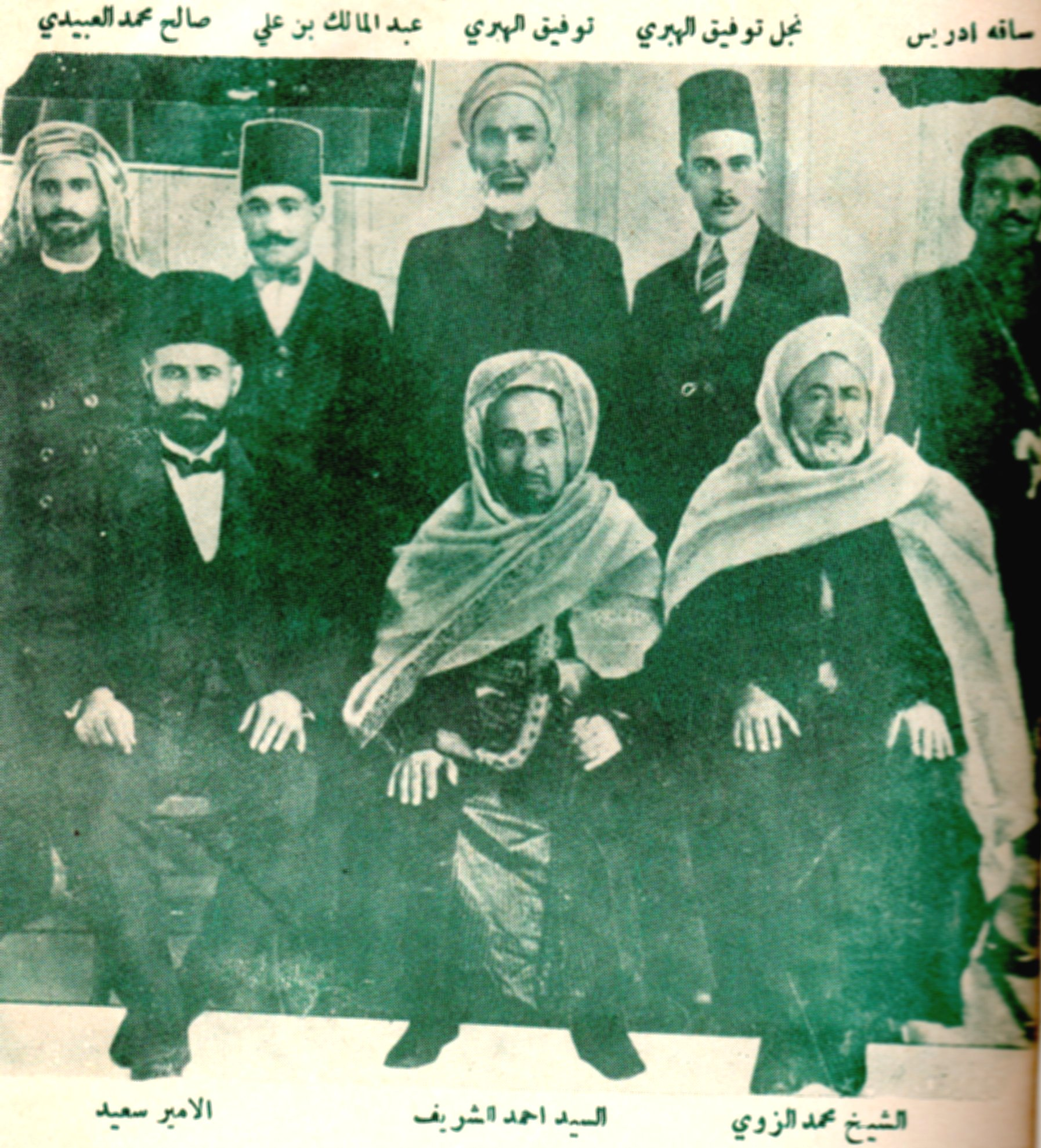
عبدالمالك بن علي مع السيد أحمد الشريف وصحبته قبيل مغادرتهم سوريا إلى نجد - جمادي الأولى 1343هـ /ديسمبر 1924

أما القسم الثاني فقد أفرده المؤلف لسيرة أستاذه وشيخه السيد (أحمد الشريف السنوسي) منذ ولادته في الجغبوب عام 1290هـ وحتى وفاته في المدينة المنورة في يوم الجمعة 13 من ذي القعدة 1351هـ، وقد بين سبب تأليفه للقسم الثاني فقال: (وغاية أملي أن أكون بهذا الجهد قد أمطت اللثام وأزحت الغبار عن سيرة عالم عامل مجاهد ربى للأمة أسود الوغى.. فمن تلاميذه شيخ الشهداء (عمر المختار) وكفى به فرعٌ أصيل لأصل رفيع.. ذلك الشامة في جبين ليبيا والأمة الإسلامية وفخر عزتها سليل الأشراف الفاتحين (أحمد بن محمد الشريف.)
ولايخلو القسم الثاني من التوقف عند شيء من سيرة والده وعمه وجده وبيان تاريخ السنوسية. وقد ذكر في القسم الثاني نشأة السيد احمد الشريف وشيوخه ورحلاته وملازمته لعمه الإمام محمد المهدي مدة تزيد عن العشرين عاماً «حتى أصبح نسخة منه إذ أجازه عمه بكل ما يصح له وعنه» وكان يعهد اليه بالكثير من أمور الطريقة ومسئولياتها، ويكفي أنه وصفه بأنه اليد العاملة والدينمو المتحرك واضطلاعه بمهام السنوسية بعد عمه، وأشار في هذا القسم إلى دور ومكانة عدد من كبار أتباع السنوسية خصوصا السيد العالم أحمد الريفي في السنوسية.
احتل جهاد السيد أحمد الشريف ضد الايطاليين مساحة واسعة من الكتاب، وتحدث في أثناء ذلك عن دور عزيز المصري السيئ ووصفه بالخيانة، كما تناول محاولة الخديوي التأثير على السيد أحمد بالخضوع والتسليم للطليان، وتحدث عن عدد من المعارك التي شارك بها، وتناول ثورة الشريف حسين ومن أسلوبه يبدو عدم رضاه عنها، وذكر الحرب العالمية الأولى وتأثيرات ذلك على الجهاد، والموقف الصعب الذي كان يمر به السيد أحمد الشريف حيث ضغوط الأتراك وألاعيبهم لمصلحتهم من جهة واستغاثتهم بالسيد أحمد ليشن الحرب ضد الإنجليز في مصر والتي لاتتوافق مع مصلحة الليبيين وحالة المجاعة الشديدة والأوبئة التي تمر بها البلاد، ثم اضطراره للهجرة بعد توقيع اتفاقية مع الإنجليز والايطاليين، ودعوة السلطان العثماني له.
ويذكر ماجرى لهم في الغواصة الألمانية التي نقلتهم إلى النمسا وتعطلها وهي في قعر البحرثم نجاتهم، ومر بسرعة على بعض مواقف الغدر والخيانة، وأثنى على أهل الخير والصدق ليبيين وغيرهم، وذكر مقابلاته مع عدد من الشخصيات المشهورة أمثال الزعيم بشير السعداوي وأخيه نوري السعداوي والأمير شكيب أرسلان وغيرهم.
توقف المؤلف طويلا يسرد حركة مصطفى كمال اتاتورك وعلاقة السيد به وعرضه منصب نيابة الخليفة عليه واعتذار السيد عن القبول ومساندته له في حربه ضد الحلفاء واليونانيين والثائرين ضده حتى تحقق لهم النصر، واعتراف وتقدير مصطفى كمال بذلك، ثم يذكر انحراف مصطفى كمال وحكومته عن الدين وخلع الخلافة وتغيرهم ضد السيد أحمد الشريف وتضييقهم عليه ثم تآمرهم لإخراجه، وأن ذلك كان متوقعا عند السيد أحمد، فخرج إلى حلب ثم إلى بيروت فضيقت عليه السلطات الفرنسية فخرج إلى دمشق ومكث بها قليلا ونال استقبالا حافلا من عامة الشعب واستضافة كريمة من وجهاء البلد أمثال الأمير سعيد الجزائري حفيد الأمير عبد القادر، ثم ذكر زيارته للقدس الشريف وللأماكن العظيمة بها وذكر أن المندوب السامي البريطاني طلب منه الخروج بسرعة من فلسطين فعاد إلى دمشق ليقابل نفس الموقف حيث طلبت منه السلطات الفرنسية العودة إلى تركيا وهو ما لايمكن، وتدخلت إيطاليا لتساومه وتعرض عليه العودة والصلح والمال فيرفض، ثم يضطر للخروج ولا يجد نفقة استئجار السيارة التي تقله، ثم مساعدة الأمير شكيب ارسلان له، ثم يتعرض لاستقبال السعوديين له وحفاوتهم به بعد رحلة خطيرة في عمق الصحراء، ثم لاستقبال السلطان عبد العزيز آل سعود وحسن ضيافته له وزياراته إلى الطائف واليمن، وسعيه في الصلح بين أمير الأدارسة وبين الملك عبد العزيز وتنقله بين القبائل وطلبهم الاستسقاء والدعاء لهم، ولم يفته متابعة الجهاد في ليبيا وإرسال الرسائل للقبائل حثا لهم على الالتفاف حول عمر المختار ولم يغير موقفه من إيطاليا وعدم ثقته بها وقد حاولت الصلح معه عن طريق الملك عبد العزيز الذي كان ناصحا مقدرا للسيد أحمد الشريف، وباعتباره رئيس الزوايا السنوسية فكان يتابع احوالها ويوجه وكلائه فذكر من ذلك عدة أمثلة، وذكر أن السيد أحمد شديد المحبة والتعظيم لابن عمه السيد محمد ادريس، لا كما يزعم بعضهم. ويختم القسم الثاني بذكر مرضه ووصيته ووفاته رحمهما الله. أما لغة الكتاب واسلوبه فسهلة أقرب إلى لغة التقارير الإدارية والإخبارية لكن مع الترابط والتفاعل مع الأحداث بلسان محب عاقل.